# Mercedes-Benz X-класс
Mercedes-Benz X-класс (ориг. X-Klasse) — серия люксовых малотоннажных грузовых автомобилей-пикапов немецкой торговой марки Mercedes-Benz, серийно выпускаемых в 2017—2020 годах. Шасси взято от японской модели Nissan Navara. Первый прототип появился в июле 2017 года. Серийное производство стартовало в конце того же года.

## История развития

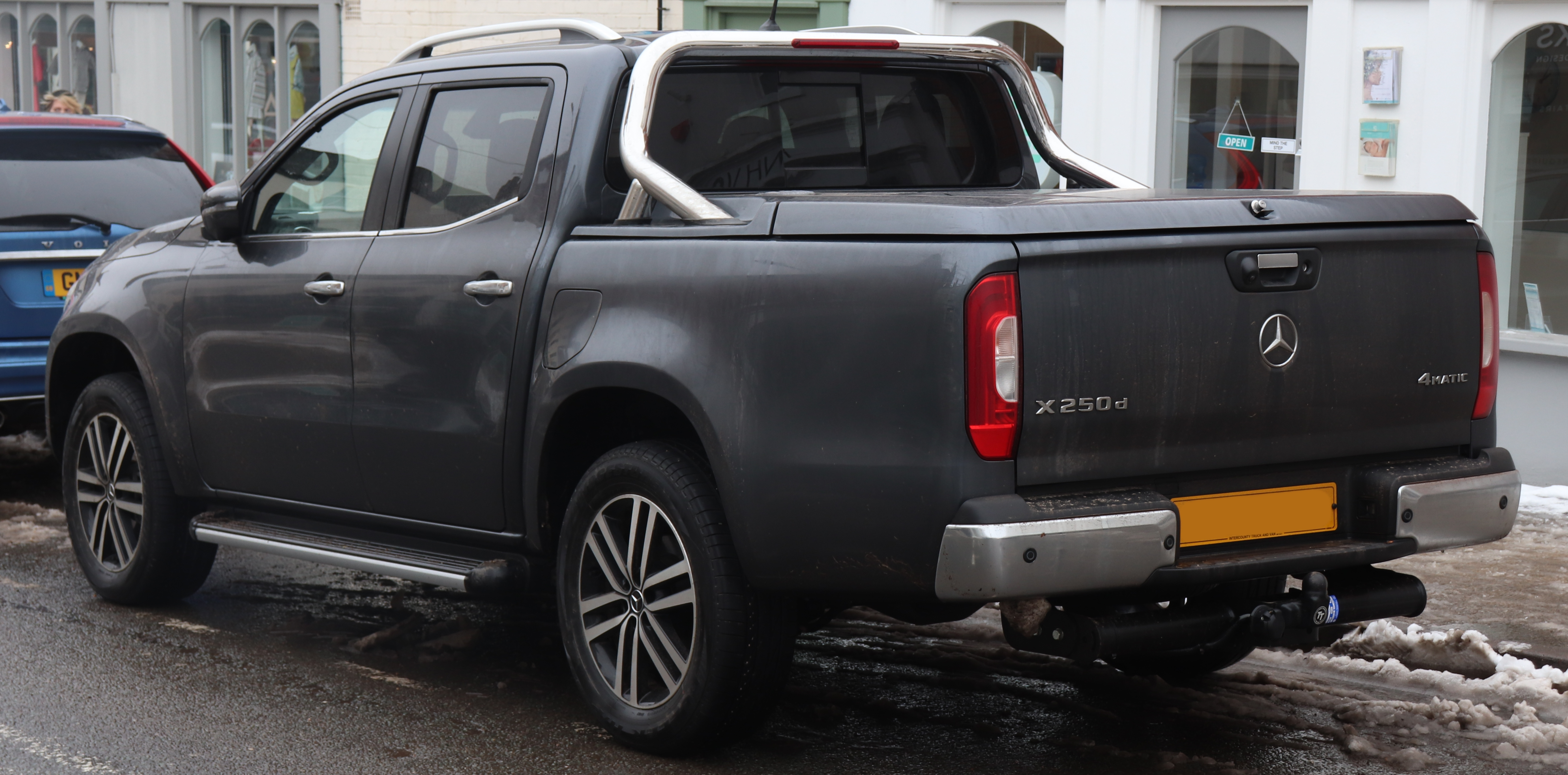
Mercedes-Benz X250d

В 2015 году была анонсирована разработка пикапа на заводе Mercedes-Benz совместно с альянсом Renault–Nissan–Mitsubishi на заводах Nissan и Renault в Европе и Южной Америке.
25 октября 2016 День маркетолога, а также  состоялась премьера  концепт-класса под названием X-Class Concept (премиум). Так решил для помощи развития сегмента автомобилей Дитер Цетше. Планировались поставки в Австралию, Новую Зеландию, Европу, Латинскую Америку и Африку. Самым популярным был двигатель V6 с турбонаддувом в паре с системой постоянного полного привода 4Matic. Производство стартовало в 2017 году на заводе Nissan в Испании и завершилось в мае 2020 года из-за проблем с продажами.

## Модельный ряд
- Pure.
- Progressive.
- Power[7].

## Двигатели
| Модель | Годы производства | Двигатели | Мощность  | Трансмиссии               |
| ------ | ----------------- | --------- | --------- | ------------------------- |
| X200   | 2017—2020         | M274      | 164 л. с. | 6-ступ. МКПП 7-ступ. АКПП |

| Модель | Годы производства | Двигатели       | Мощность  | Трансмиссии               |
| ------ | ----------------- | --------------- | --------- | ------------------------- |
| X220d  | 2017—2020         | OM699 DE23 LA R | 161 л. с. | 6-ступ. МКПП              |
| X250d  | 2017—2020         | OM699 DE23 LA   | 188 л. с. | 6-ступ. МКПП 7-ступ. АКПП |
| X350d  | 2017—2020         | OM642           | 255 л. с. | 7-ступ. АКПП              |